# Томас Паласиос
Тиаго Томас Паласиос (на испански: Tiago Tomás Palacios) е аржентински футболист, защитник, който играе за италианският гранд „Интер“.

## Кариера
Паласиос е юноша на „Талерес де Кордоба“, където подписва първия си професионален договор на 14 ноември 2021 г. На 9 април 2022 г. Паласиос прави своя професионален дебют при загубата с 1:5 срещу „Дефенса и Хустисия“ в мач за Купата на професионалната лига. На 6 януари 2024 г. Паласиос преминава в „Индепендиенте Ривадавия“ под наем за една година.

### Национален отбор
Паласиос е младежки национал на Аржентина, с пет мача с отбора до 20 години.